# Народна библиотека Симеон Пишчевић
Народна библиотека Симеон Пишчевић у Шиду, сматра се да је основана 17. децембра 1849. године, о чему сведочи књига Буквице, Доситеја Обрадовића, штампане у Бечу 1830. године на старословенском језику, а коју је шидски житељ Мита Орешковић уз посвету поклонио тадашњој Првој српској читаоници у Шиду.

## О библиотеци
Библиотека је кроз време врло често мењала локације и била у саставу других организација, да би 2002. године била издвојена из састава Културно образовног центра Шид. Од тада делује као самостална установа културе под називом Народна библиотека Симеон Пишчевић. Библиотека је понела име Симеона Пишчевића, рођеног Шиђанина, аутора чувених Мемоара, који по много чему са историјске и литерарне тачке гледано, представљају једну од најзначајнијих писаних одредница из друге половине 18. века.
Од 2009. године, Библиотека је смештена у новој, наменски грађеној згради и представља један од најрепрезентативнијих објеката шидске општине.

## О фонду и услугама
Библиотека располаже књижним фондом који броји око 60.000 јединица грађе, смештених на 500 квадратних метара распоређених у 5 одељења:
- одељење за децу,
- одељење за одрасле,
- одељење са стручном и приручном литературом,
- одељење за набавку и обраду
- и завичајно одељење.

## Издавачка делатност
Библиотека има регистровану издавачку делатност, која посебну пажњу придаје издавању публикација које се односе на завичајност. Богатство завичајне збирке данас чини преко 3.000 јединица књижне грађе, која обухвата све оно што се својим садржајем односи на територију општине Шид, све оно што је издато или штампано у Шиду или сва дела аутора који су рођени или су живели у Шиду.

## Остале активности
Поред наведеног, Библиотека организује бројне културне садржаје, као што су промоције књига, књижевне вечери, трибине, предавања, радионице за децу, тематске изложбе и друго.